# Città di Fiume

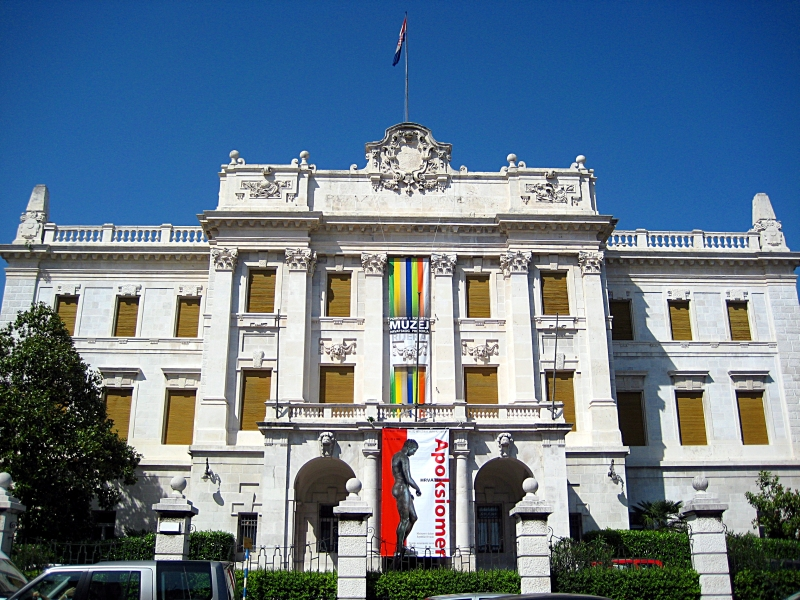
Il Palazzo del Governatore di Fiume (Croazia) raffigurato nel francobollo, tuttora sede del Museo marittimo e storico del litorale croato.

Il francobollo Città di Fiume, anche indicato con la dicitura Fiume - Terra orientale già italiana è un francobollo commemorativo dedicato a Fiume, città in Croazia già parte del Regno d'Italia dal 1924 al 1943, emesso da Poste italiane il 10 dicembre 2007.
Stampato in 3,5 milioni di copie, dal valore di 0,65 € ciascuna. Su di esso è raffigurato l'ex Palazzo del Governatore della città, oggi Museo marittimo e storico del litorale croato. È inoltre presente la scritta, in maiuscolo: Fiume - Terra orientale già italiana. L'emissione era stata avallata da Mario Landolfi quando ricopriva la carica di Ministro delle comunicazioni.
Il francobollo avrebbe dovuto essere emesso da Poste italiane il 30 ottobre 2007 (erano stati previsti annulli speciali allo spazio filatelico di Milano e all'ufficio di Trieste centro). La data è stata all'ultimo rinviata al 10 dicembre dal ministro delle Comunicazioni Paolo Gentiloni, su segnalazione del Ministero degli Esteri. Scopo del rinvio era evitare che potessero emergere polemiche tra l'Italia e la Croazia in concomitanza delle elezioni politiche croate, previste per il 25 novembre. Il rinvio è stato accompagnato da forti proteste dell'Unione degli Istriani e di Alleanza Nazionale contro il governo di Romano Prodi.
La vendita del francobollo è al momento sospesa.